# Iwan Fjodorowitsch Dobronrawow
Iwan Fjodorowitsch Dobronrawow (russisch Иван Фёдорович Добронравов; * 2. Juli 1989 in Woronesch) ist ein russischer Schauspieler. 

## Leben
Er ist der Sohn des Volkskünstlers Fjodor Wiktorowitsch Dobronrawow (* 1961) und der Bruder des Schauspielers Wiktor Fjodorowitsch Dobronrawow (* 1983). Seit 2001 ist er als Schauspieler in Film, Fernsehen und Theater aktiv.
Bekannt wurde Dobronrawow im Jahr 2003 durch die Rolle des Iwan in dem preisgekrönten Film The Return – Die Rückkehr von Andrei Swjaginzew. Er wurde an der Schtschukin-Theaterhochschule in Moskau ausgebildet. Insgesamt wirkte er in über 40 Produktionen mit.

## Filmografie (Auswahl)
- 2003: The Return – Die Rückkehr (Возвращение – Woswraschtschenije)
- 2006: Kadetsvo (Кадетство, Fernsehserie, 40 Folgen)
- 2010: Die Sonne, die uns täuscht – Der Exodus (Утомлённые солнцем 2: Предстояние – Utomljonnyje solnzem 2: Predstojanije)
- 2010: Brautwerber 4 (Сваты 4 – Swaty 4, Fernsehserie)
- 2010: Peremirie (Перемирие)
- 2011: Elena
- 2011: Dom (Дом)
- 2012: Bednye rodstvenniki (Fernsehserie, 16 Folgen)
- 2013: Gagarin – Wettlauf ins All (Гагарин. Первый в космосе – Gagarin. Perwyj w kosmosse)
- 2015: Die Methode (Метод – Metod, Fernsehserie)
- 2018: Kauf mich – Kupi menya (Купи меня)
- 2020: Kto-nibud videl moyu devchonku? (Кто-нибудь видел мою девчонку?)
- 2023: Evrey